# Straat Malygin

Locatie van het eiland Bely met de Straat Malygin ten zuiden ervan

De Straat Malygin (Russisch: Пролив Малыгина (of andersom); Proliv Malygina) is een Russische zeestraat in de Karazee, gelegen tussen het eiland Bely en het schiereiland Jamal. De zeestraat is vernoemd naar de Russische poolonderzoeker Stepan Malygin, die in 1737 de straat doorvoer.
De lengte is 63 kilometer en de breedte varieert tussen de 9 en 27 kilometer. De zeestraat is met maximaal 19 meter relatief ondiep. De kusten zijn laaggelegen, bestaan uit leemzand en zijn begroeid met toendravegetatie. Langs de kust van het eiland Bely bevinden zich de kapen Malygina, Sedechangensalja, Sedevangoetasalja en Sjoeberta (Schubert)en langs de kust van het schiereiland Jamal de kapen Golovina, Joemba, Pendadasalja en Chesalja. In de straat stromen vele rivieren uit, waarvan de Ngarka-Mongatajacha, Sidjanjangngevojacha, Njangngevojacha en Jachadyjacha de belangrijkste zijn. Aan de noordzijde snijdt zich de Pachabocht in het eiland Bely in. Aan de westzijde van de straat ligt het eiland Ostrovoj en aan de oostzijde liggen de eilanden Tabngo en Tjoebtsjango.